# Billy Gibson (Musiker)
Billy Gibson (* 20. Jahrhundert in Camden, Tennessee) ist ein US-amerikanischer Mundharmonikaspieler.

## Leben
Billy Gibson wuchs in Clinton, Mississippi auf und begann bereits in jungen Jahren mit dem Mundharmonikaspiel. „Sie war billig und ich konnte damit leicht Sounds machen“, meinte er dazu. Sein Wunsch sich musikalisch zu verbessern ließ ihn nach Clarksdale, Mississippi übersiedeln, wo er mit dem Gitarristen Johnnie Billington in dessen Band The Midnighters spielte. Von dort ging er nach Memphis. „Die Beale Street war meine Bluesuniversität“, wie er sich erinnert. 1998 war er Teil der kurzlebigen Southern-Rock-Band Junkyardmen, die 1998 ein Album für Inside Memphis aufnahm.
Sein Talent blieb nicht unentdeckt, er erhielt 1999 einen Endorsement-Deal von Hohner. Seine Dienste als Begleitmusiker werden gerne in Anspruch genommen, so von Deborah Coleman (Soft Place to Fall Blind Pig, 2000) und Michael Burks (I Smell Smoke , 2003). Mit dem Gitarristen seiner Band, David Bowen, tritt er auch als Duo The Delta Cats auf.
Als Musikproduzent kümmerte er sich um die Produktion der ersten beiden Alben von Jason Ricci und als Toningenieur arbeitete er am Seal-Album Human Being (1998).
Billy Gibson hat auch einen Bachelor-Abschluss der University of Memphis in Musik.

## Diskographie
Alben
- 1996: Billy Gibson (North Magnolia Music)
- 2001: The Nearness of You (Inside Sounds)
- 2004: In a Memphis Tone (Inside Sounds)
- 2005: The Billy Gibson Band (Inside Sounds)
- 2006: Southern Livin’ (Inside Sounds)
- 2007: Live at Rum Boogie Cafe – On Historic Beale Street (DaddyO Records)

Gastbeiträge
- 1998: Junkyardmen: Scrapheap Full of Blues (Gesang, Inside Memphis)
- 2000: Deborah Coleman: Soft Place to Fall (Blind Pig Records)
- 2005: Jim McCarty & Richard Hite: A Yardbirds in Memphis (Inside Sound)
- 2008: Jim Shearer & Charlie Wood: The Memphis Hang (Summit Records)
- 2008: Michael Burks: I Smell Smoke (Alligator Records)
- 2009: JT Lauritsen & The Buckshot Hunters: Live (Hunters Records)
- 2011: Magda Piskorczyk' Afro Groove (2CD, Artgraff)

Produktion
- 1995: Jason Ricci: Jason Ricci (North Magnolia Music)
- 1997: Jason Ricci: Down at the Juke (North Magnolia Music)

## Auszeichnungen
- 2009 Blues Music Award, Instrumentalist of the Year - Harmonica[5]
- 2006 Blues Music Award Nominee – Best New Artist Debut (mit Billy Gibson Band)[6]
- 2005 Beale Street Entertainer of the Year[7]
- 2003 NARAS (National Academy of Recording Arts and Sciences) Memphis Premier Player Award for outstanding harmonica player[8]